# Jiří Šejba
Jiří Šejba (ur. 22 lipca 1962 w Pardubicach) – czeski hokeista, reprezentant Czechosłowacji i Czech, olimpijczyk. Trener hokejowy

## Kariera  zawodnicza
- Tesla Pardubice U18 (1977-1978)
- Tesla Pardubice (1979-1984)
- Dukla Jihlava (1984-1986)
- Tesla Pardubice (1986-1990)
- Buffalo Sabres (1990-1991)
- Rochester Americans (1990-1992)
- Jokerit (1992-1993)
- HC Pardubice (1993-1995)
- Slovan Bratysława (1995-1997)
- Moskitos Essen (1997-2000)
- HC Pardubice (2000/2001)
- HC Hradec Kralove (2000/2001)

Jiří Šejba jest wychowankiem klubu hokejowego TJ Tesla Pardubice w rodzinnym mieście. W dekadzie lat 80. występował w lidze czechosłowackiej, zarówno w macierzystym klubie jak i w Dukli Jihlava. W tym czasie w drafcie NHL z 1985 został wybrany przez Buffalo Sabres z numerem 182. W 1990 wyjechał do Ameryki Północnej, gdzie w sezonie NHL (1990/1991) grał epizodycznie w barwach Buffalo Sabres, jednak głównie występował w zespole farmerskim, Rochester Americans, w rozgrywkach AHL. W 1992 powrócił do Europy. Przez rok grał w barwach Jokeritu w fińskich rozgrywkach Liiga. Później grał w barwach HC Pardubice w ekstralidze czeskiej, w Slovanie Bratysława w ekstralidze słowackiej, w Moskitos Essen w niemieckiej 2. Bundeslidze i DEL. Karierę zakończył w sezonie 2000/2001.
Na początku swojej kariery reprezentował Czechosłowację. Z kadrą juniorską brał udział mistrzostw Europy juniorów do lat 18 w 1980. W barwach seniorskiej reprezentacji Czechosłowacji uczestniczył w turniejach mistrzostw świata w 1985, 1986, 1987, 1989, Canada Cup 1987 oraz zimowych igrzysk olimpijskich w 1988. W turnieju MŚ 1985 zdobył wraz z Czechosłowacją złoty medal, a w decydującym meczu zdobył trzy gole w meczu przeciw reprezentacji Kanady. W połowie lat 90. był reprezentantem Czech w meczach towarzyskich.

## Kariera trenerska
- HC Pardubice (2004-2005), asystent trenera
- Czechosłowacja do lat 18 (2006-2007), asystent trenera
- HC Pardubice (2007/2008), główny trener
- BK Mladá Boleslav (2008/2009), główny trener → asystent trenera
- GKS Tychy (2010-2011), główny trener
- HC Pardubice (2011-2013), menedżer sportowy
- GKS Tychy (2013-2017), główny trener
- Unia Oświęcim (2017-), główny trener

Po zakończeniu kariery zawodniczej został trenerem hokejowym. Pracował w macierzystym klubie z Pardubic, a także był asystentem szkoleniowca kadry Czech do lat 18 podczas mistrzostw świata juniorów do lat 18 w 2007. Podjął pracę w ekstralidze polskiej: dwukrotnie był szkoleniowcem GKS Tychy, po raz pierwszy w sezonie 2010/2011, po raz drugi od 2013 do 2017. 8 listopada 2017 nowym szkoleniowcem Unii Oświęcim.

## Sukcesy i osiągnięcia
Zawodnicze reprezentacyjne
- Srebrny medal mistrzostw Europy juniorów do lat 18: 1980 z Czechosłowacją
- Złoty medal mistrzostw świata: 1985 z Czechosłowacją
- Brązowy medal mistrzostw świata: 1987, 1989 z Czechosłowacją

Zawodnicze klubowe
- Złoty medal mistrzostw Czechosłowacji: 1985 z Duklą Jihlava, 1987, 1989 z Teslą Pardubice
- Srebrny medal mistrzostw Czechosłowacji: 1986 z Duklą Jihlava
- Mistrzostwo dywizji AHL: 1991 z Rochester Americans
- Mistrzostwo sezonu regularnego AHL: 1991 z Rochester Americans
- Trzecie miejsce w Pucharze Europy: 1993 z Jokeritem
- Srebrny medal mistrzostw Czech: 1994 z HC Pardubice
- Brązowy medal mistrzostw Słowacji: 1996 ze Slovanem Bratysława
- Złoty medal 2. Bundesligi: 1999 z Moskitos Essen

Trenerskie klubowe
- Złoty medal mistrzostw Czech: 2005, 2010, 2012 z HC Pardubice
- Srebrny medal mistrzostw Polski: 2011, 2014, 2016, 2017 z GKS Tychy
- Złoty medal mistrzostw Polski: 2015 z GKS Tychy
- Puchar Polski: 2014, 2016 z GKS Tychy
- Superpuchar Polski: 2015 z GKS Tychy
- Trzecie miejsce w Pucharze Kontynentalnym: 2016 z GKS Tychy

Wyróżnienia
- Galeria Sławy czeskiego hokeja na lodzie
- Numer 10, z którym występował na koszulce, został zastrzeżony dla zawodników w klubie HC Pardubice.